# Миронова къща
Мироновата къща (на гръцки: Αρχοντικό Μυρόνη) е възрожденска къща в град Костур, Гърция.
Къщата е разположена в южната традиционна махала Долца (Долцо) на улица „Николаос Касомулис“ № 13 до Павловата къща. Къщата е двуетажна и е в много лошо състояние.